# Moulin de Porchères
Le moulin de Porchères, ou moulin du Barrage, est un ancien moulin à eau situé sur l'Isle à Porchères dans la région Nouvelle-Aquitaine.

## Historique
Construit entre 1847 et 1850, sur la rivière Isle, le moulin de Porchères est un long bâtiment rectangulaire en pierre de taille. Il est divisé en cinq travées et comprend trois niveaux ainsi qu'un comble construit en 1937. L'édifice a conservé l'ensemble de sa machinerie, dont les éléments les plus anciens remontent à 1903. 
La construction du moulin débute en 1847 à l'initiative de Charles Froin, maire de Porchères, sur autorisation du roi Louis-Philippe. 
Il est racheté en 1903 par Louis Barrau, négociant en grains et fourrage à Tarbes. Son petit-fils, Pierre Barrau, maire de Porchères entre 1960 et 2013, lui succède et reste à la tête de la minoterie jusqu'en 1997.
Une génératrice d’électricité est installée en 1910 pour fournir de l'électricité aux habitants de la commune voisine de Saint-Seurin-sur-l’Isle.
En 1937, le moulin est transformé en minoterie. Les meules sont remplacées par des cylindres. Celle-ci reste en activité jusqu'en 2002.
En 2008, une association œuvrant à la préservation du site voit le jour.

## Ouverture au public
Le moulin est inscrit depuis le 25 avril 2007 à la liste des monuments historiques.
Il ouvre au public en 2015. Des visites guidées permettent de découvrir l’histoire du lieu et les techniques de la minoterie.
Le lieu accueille 8 000 visiteurs en 2021.